# Basler Herbstmesse

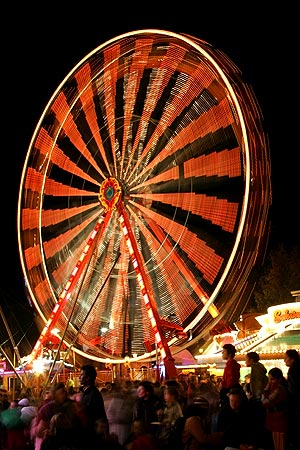
Riesenrad auf dem Münsterplatz

Die Basler Herbstmesse (baseldeutsch: «d (Herbscht-)Mäss») ist ein alle Jahre im Herbst stattfindender Jahrmarkt in der Schweizer Stadt Basel.
Mit ihrer Etablierung im Jahr 1471 ist sie der älteste Jahrmarkt der Schweiz.

## Geschichte
Die Tradition dieses Jahrmarktes reicht bis ins Mittelalter zurück. Im Anschluss an das Konzil von Basel verlieh Kaiser Friedrich III. am 11. Juli 1471 auf dem Reichstag zu Regensburg der Stadt Basel – vertreten durch den eigens angereisten Bürgermeister Johannes von Bärenfels – das Privileg, alljährlich zwei grosse Handelsmessen durchzuführen, eine vor Pfingsten und eine im Herbst vor dem Martinstag. Während die Frühjahresmesse nur kurzen Bestand hatte, blieb die Herbstmesse ohne Unterbrechung bis heute erhalten. Sie ist damit der älteste Jahrmarkt der Schweiz und auch der grösste zwischen Stuttgart und Mailand.
Die Basler Herbstmesse findet seit 1471 fast jedes Jahr statt. In den Jahren 1721 und 1722 fiel sie wegen der Pest aus, 1831 musste sie wegen einer Cholera-Epidemie abgesagt werden. 1918 fand sie wegen der spanischen Grippe nicht statt, und im Jahr 2020 ist die Basler Herbstmesse wegen der Covid-19-Pandemie ausgefallen. 2021 galt für die meisten Bereiche der Messe die Covid-Zertifikats-Pflicht.

## Termin, Brauchtum und Gestalt
Ursprünglich begann die Messe immer 14 Tage vor Martini am Sabinentag (27. Oktober), dem Tag vor dem Namensfest der Apostel Simon und Judas Thaddäus. Sie wurde vom Stadtschreiber auf dem Kornmarkt vor dem Rathaus ausgerufen und anschliessend von zwei Ratsglocken, die im Turm der Martinskirche hingen, ein- und wieder ausgeläutet.
Seit 1926 beginnt die Herbstmesse immer Samstag vor dem 30. Oktober. Sie wird um Punkt zwölf Uhr mittags mit dem Messglöcklein im Martinsturm eingeläutet. Hierfür übergibt man dem jeweiligen Glöckner (früher war dies in der Regel der Sigrist, heute freiwillige Zivilisten) ein Paar Handschuhe als Glöcknerlohn. Dieser Brauch wurde im 20. Jahrhundert von der Freiwilligen Basler Denkmalpflege in Anlehnung an die früher verbreitete Entlohnung von Diensten in Naturalien eingeführt. Als Beleg, dass die Übergabe erfolgt ist, zeigt der Glöckner aus dem Turmfenster der Martinskirche heraus dem Volk auf dem Kirchplatz den linken Handschuh. Den rechten Handschuh erhält er erst nach dem Ausläuten der Messe.

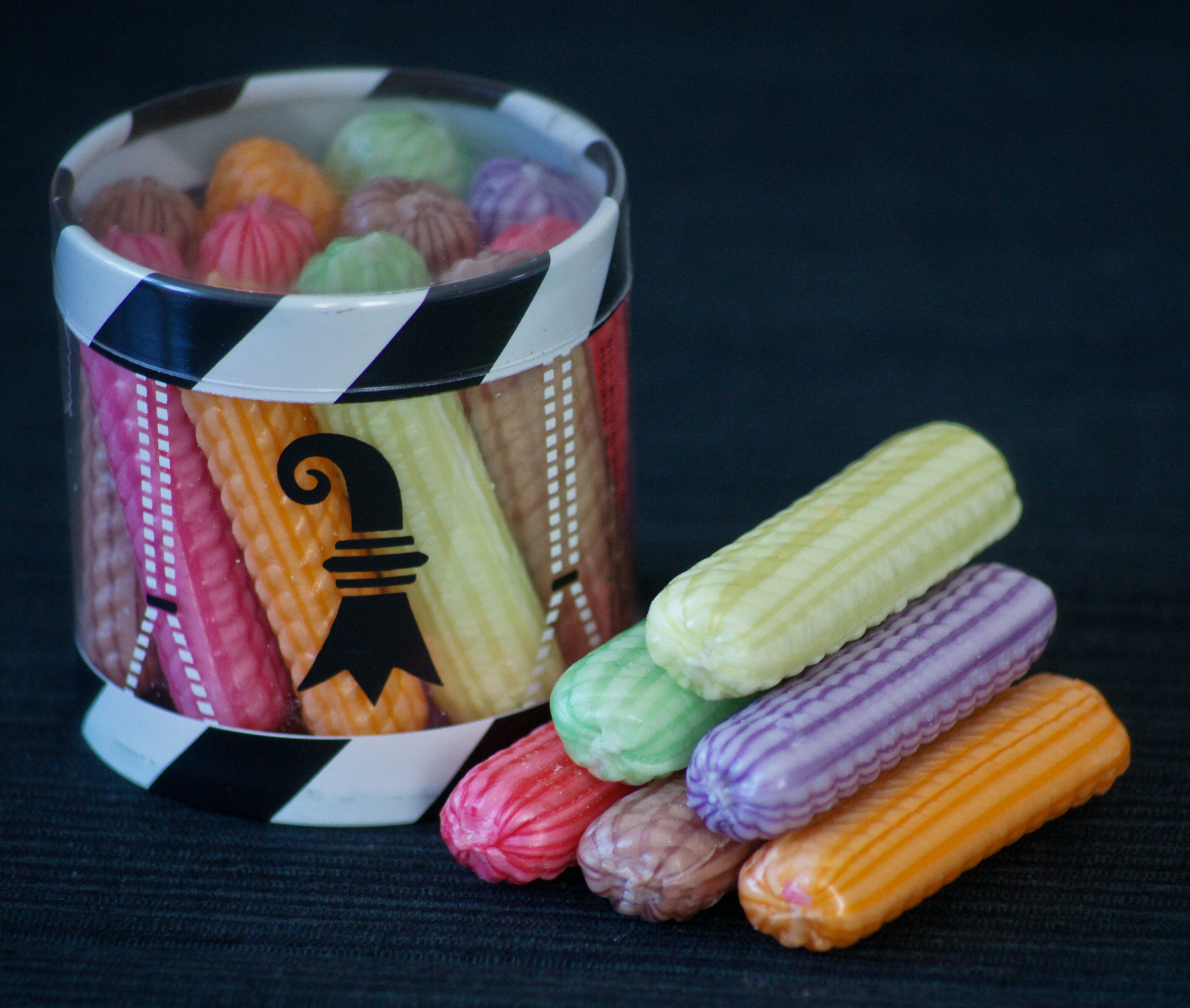
«Mässmoggen»

Zur Eröffnung werden bis um 12 Uhr 15 – zeitlich meist verkürzte – Gratisfahrten auf den Vergnügungsbahnen angeboten (in früheren Jahren sogar schon um 11 Uhr, alle Fahrgeschäfte waren dann bis 12 Uhr gratis). Damit beginnt auf sechs Plätzen der Stadt gleichzeitig der Festbetrieb, der in anderen Teilen der Schweiz Chilbi genannt wird, in Basel ist dieser Ausdruck jedoch nicht heimisch. Gleichzeitig öffnen die Marktstände auf dem Petersplatz, und die Warenmesse in den Hallen der Messe Basel beginnt. In den darauf folgenden 16 Tagen bevölkern jeweils knapp eine Million Menschen den Messe-, Barfüsser-, Münster- und Petersplatz, die Rosentalanlage sowie das Kasernenareal. Neben den zahlreichen Fahrgeschäften gibt es eine Vielzahl an Buden mit kulinarischen Angeboten und Süssigkeiten. Der Krämermarkt (Häfelimärt) auf dem festlich geschmückten Petersplatz dauert zwei Tage länger.
Während dieses Festes werden besondere Basler Süssigkeiten verkauft, die Mässmoggen.